# Доктор Ху (25. сезона)
Двадесет пета сезона британске научнофантастичне телевизијске серије Доктор Ху је почела 5. октобра 1988. Састојала се од четрнаест епизода, почевши од епизоде Сећање на Далеке (1. део), а завршила са епизодом Највећа емисија у галакцији (4. део). Да би се обележила 25-огодишњица серије, продуцент Џон Нејтан-Тарнер вратио је Далеке и Киберљуде. Америчка мрежа Нови Џерзи такође је снимила посебан документарац иза сцене под називом Стварање Доктора Хуа који је пратио продукцију приче о 25. годишњици Сребрни непријатељ. Сценариста Ендру Картмел је уређивао серију.

## Позадина
У 25. сезони је уредник сценарија Ендру Картмел који се придружио претходној сезони извршио већи утицај на стил серије. Гледао је серијале из ере Филипа Хинчлајфа и Роберта Холмса, као што су Семе пропасти и Талон Венг-Ћанга, припремајући се за то и закључио да би се серија требало да се врати озбиљнијем и драматичнијем приступу. Сезона је такође означила почетак истраживања Докторове прошлости. Картмел је осећао да је откривено више сопствене историје лика, заједно са историјом Господара времена, део загонетке о Доктору изгубљен. Као последица тога, заједно са новим сценаристима Беном Ароновичем и Марком Платом почео је да развија семе нове позадине која би се наговестила током целе сезоне која је указивала да је Доктор моћнији него што је већина људи свесна. Овај концепт је на крају постао познат као „Велики Картмелов план“.

## Картмелов план
Велики Картмелов план је назив обожавалаца за планирану позадину Доктора Хуа коју су првенствено развили уредник сценарија Ендру Картмел и сценаристи Бен Аронович и Марк Плат којим су намеравали да обнове део загонетке Докторове позадине која је изгубљена кроз откривање постојећа позадина. Иако су наговештаји одбачени у последње две сезоне, предложена открића се никада нису материјализовала на екрану јер програм није обновљен током 1990-их.
Неке од прича током мандата Седмог Доктора имале су за циљ да се позабаве недостатком загонетке указујући да је много тога у шта се веровало о Доктору погрешно и да је он био далеко моћнија и тајанственија фигура него што се раније мислило. У сцени која није емитована на телевизији из серијала Сећање на Далеке (1988), Доктор је изјавио да је он „далеко више од још једног Господара Времена“. У серијалу Сребрни непријатељ (1988), стихови о стварању валидијума и да леди Пејнфорт зна Докторове тајне требало је да укажу на ову загонетку.
Године 2014. Картмел је нагађао да је „велика тајна“ коју је леди Пејнфорт знала о Доктору у серијалу Сребрни непријатељ „можда“ повезана са његовим именом које је током опсаде на пољима Трензалора у специјалу Време доктора (2013) речено да је оно што би омогућило Господарима времена да се врате у универзум.
Други је први пут јасно поменут у роману Сећање на Далеке (1990) Бена Аароновича као мрачна фигура у историји Господара времена, једног од оснивача друштва Тријумвирата Господара времена након збацивања култа Питије који је до тада је доминирао Галифрејем. Друга два члана Тријумвирата били су Расилон и Омега.

## Улоге
- Силвестер Мекој као Седми Доктор
- Софи Алдред као Ејс

## Епизоде
Ова сезона се емитовала средом.
| Бр. еп. (укупно) | Бр. еп. (у сезони) | Наслов                                 | Редитељ      | Сценариста   | Премијера          | Гледаност у Британији (милиони) |
| --- | ------------------ | -------------------------------------- | ------------ | ------------ | ------------------ | ------------------------------- |
| 668 | 1                  | "Сећање на Далеке (1. део)"            | Ендру Морган | Бен Аронович | 5. октобар 1988.   | 5.50                            |
| Доктор и Ејс путују назад у Лондон у новембар 1963. и ухваћени су усред грађанског рата Далека. |                    |                                        |              |              |                    |                                 |
| 669 | 2                  | "Сећање на Далеке (2. део)"            | Ендру Морган | Бен Аронович | 12. октобар 1988.  | 5.80                            |
| Са две фракције Далека укључене у расни рат на Земљи, Доктор се брине о старим пословима тако што је Руку Омеге свечано, али тихо сахранио у црквеном дворишту. Његови поступци не пролазе незапажено, а остављање Ејс којој је досадно без циљаног излаза такође може довести до проблема. |                    |                                        |              |              |                    |                                 |
| 670 | 3                  | "Сећање на Далеке (3. део)"            | Ендру Морган | Бен Аронович | 19. октобар 1988.  | 5.10                            |
| Доктор планира да дозволи једној од фракција Далека Руку Омеге (али не превише лако, наравно) док Гилмор и његови војници буду заокупљени на безбедном подручју, али би тај план могао да угрози кртица у њиховој средини и погрешна процена са стране доктора. |                    |                                        |              |              |                    |                                 |
| 671 | 4                  | "Сећање на Далеке (4. део)"            | Ендру Морган | Бен Аронович | 26. октобар 1988.  | 5.00                            |
| Царски Далек цар открива да је стари, познати противник Доктора. Сада са Руком Омеге, царски Далеци очекују да ће владати и временом и Господарима времена. Једина препрека у Докторовом плану да ово спречи може доћи од фашистичке кртице у Гилморовој јединици – откривене и притворене, али је побегла да изазове несташлук, доводећи и Ејсин живот и Докторов план у опасност. |                    |                                        |              |              |                    |                                 |
| 672 | 5                  | "Извидница среће (1. део)"             | Крис Кло     | Грејем Кари  | 2. новембар 1988.  | 5.30                            |
| Доктор и Ејс стижу у земаљску колонију Тера Алпа, колонију која је под погрешном диктатуром Хелен А. На Тера Алпи, туга и беда су велики злочини и „убиство“ (свако ко се не придржава ових строгих закона ) на лицу места погуби тајна полиција Хелен А, шарена екипа женских убица познатих само као „Извидница среће“. Доктор и Ејс имају за задатак да зауставе оштар режим Хелен А, али лако је то рећи. Шта са Извидницом среће, тајним њушкалом Силасом П и месождерским малим љубимцем Хелен А Фифи, они могу да ураде уз сву помоћ коју могу да добију, удруживши снаге са Ерлом Сигмом, одметничком чланицом Извиднице среће Сузан К и староседеоци Тера Алпа који су отерани у цеви и канализацију колоније. Постоји једна претња на коју Доктор није рачунао - цењени главни крвник Хелен А, луди андроид и творац убиствених слаткиша. Ова роботска претња је позната само као Посластичар, и није од оних са којима се треба шалити. |                    |                                        |              |              |                    |                                 |
| 673 | 6                  | "Извидница среће (2. део)"             | Крис Кло     | Грејем Кари  | 9. новембар 1988.  | 4.60                            |
| Доктор и Ерл успевају да побегну од Посластичара и придруже се домороцима планете, Људима из цеви, тражећи њихову помоћ да спасу Ејс. |                    |                                        |              |              |                    |                                 |
| 674 | 7                  | "Извидница среће (3. део)"             | Крис Кло     | Грејем Кари  | 16. новембар 1988. | 5.30                            |
| Хелен А је осудила Ејс и Сузан Кју на последњу емисију на форуму, али Доктор има план да их спасе и сруши режим Хелен А. |                    |                                        |              |              |                    |                                 |
| 675 | 8                  | "Сребрни непријатељ (1. део)"          | Крис Кло     | Кевин Кларк  | 23. новембар 1988. | 6.10                            |
| Земља се суочава са непосредним уништењем. Непријатељ комета која садржи статуу састављену од валидијума (живог метала) је услед удара и треба јој само лук и стрела да постигне преломну масу и постане активна. Четири конвергентне стране знају за његову моћ: Доктор, неонацистичке јуришне чете из Јужне Америке, племкиња из 17. века заокупљена црним вештинама (по чијој је слици обликована кипа Непријатеља) и дискретни, али смртоносни ванземаљци. |                    |                                        |              |              |                    |                                 |
| 676 | 9                  | "Сребрни непријатељ (2. део)"          | Крис Кло     | Кевин Кларк  | 30. новембар 1988. | 5.20                            |
| Док избијају непријатељства између фракција које се боре за власништво над кометом, Доктор креће на најгоре - Киберљуде, користећи Ејсин надограђени бум бок да преплави кибер-комуникације џез музиком док покушава да открије где се налази флота изван ове пуке журке. |                    |                                        |              |              |                    |                                 |
| 677 | 10                 | "Сребрни непријатељ (3. део)"          | Крис Кло     | Кевин Кларк  | 7. децембар 1988.  | 5.20                            |
| Како је кибер-флота у близини, Доктор можда неће имати другог избора осим да им дозволи Непријатељу. У међувремену, леди Пејнфорт и Ричард управљају савременим друштвом, Де Флорес наилази на отворену издају, а Ејс се бори са праћком Киберљуди. |                    |                                        |              |              |                    |                                 |
| 678 | 11                 | "Највећа емисија у галаксији (1. део)" | Алан Веринг  | Стивен Вајат | 14. децембар 1988. | 5.00                            |
| Доктор убеђује Ејс да посети Психички циркус на планети Сегонакс упркос њеном страху од кловнова. |                    |                                        |              |              |                    |                                 |
| 679 | 12                 | "Највећа емисија у галаксији (2. део)" | Алан Веринг  | Стивен Вајат | 21. децембар 1988. | 5.30                            |
| Доктор и Ејс стижу до Психичког циркуса где је Доктор затворен са осталим такмичарима док Ејс скреће пажњу главног кловна. |                    |                                        |              |              |                    |                                 |
| 680 | 13                 | "Највећа емисија у галаксији (3. део)" | Алан Веринг  | Стивен Вајат | 28. децембар 1988. | 4.80                            |
| Магс помаже доктору да побегне, а Дедбит га води до Ејс где им Белбој говори шта се догодило са Психичким циркусом. |                    |                                        |              |              |                    |                                 |
| 681 | 14                 | "Највећа емисија у галаксији (4. део)" | Алан Веринг  | Стивен Вајат | 4. јануар 1989.    | 6.60                            |
| Доктор одлази у Мрачни циркус и побеђује Богове Рагнарока уз помоћ Ејс, Кингпина и Магса. Капетан Кук, кловнови и главни кловн су убијени. Циркуси су уништени. |                    |                                        |              |              |                    |                                 |

## Емитовање
Цела сезона је емитована од 5. октобра 1988. до 4. јануара 1989. Емитовање је померено на среду увече. Двадесет пета сезона је првобитно требало да се емитује у продукцијском редоследу, а на другом месту је требало да буде Највећа емисија у галаксији. Међутим, очекивани почетак сезоне 7. септембра одложен је за 5. октобар због извештавања ББЦ-а о Летњим олимпијским играма у Сеулу. Нејтан-Тернер је и даље желео да започне годину Сећањем на Далеке и да једну епизоду поводом 25-огодишњице серије Сребрни непријатељ (1. део) емитује 23. новембра – на прави датум 25. годишњице серије. Због тога је остало само три недеље између два серијала. Сходно томе, изворни завршетак сезоне Извидница среће заменила је место са Највећом емисијом у галаксији.

## Напомена
1. 1 2  Епизоде Сребрни непријатељ (2. део) и Сребрни непријатељ (3. део) су први пут емитоване на Новом Зеланду 25. новембра 1988. као део компилације пре емитовања у Великој Британији.[7]